# Sitio de Jerusalén (1099)
El asedio de Jerusalén fue un asedio que tuvo lugar entre el 7 de junio y el 15 de julio de 1099 durante la Primera Cruzada. Los cruzados lograron penetrar y conquistar la ciudad santa de Jerusalén que estaba en manos del califato fatimí de Egipto.

## Antecedentes
La Primera Cruzada había comenzado tras el llamamiento del papa Urbano II durante el Concilio de Clermont para conquistar Tierra Santa de manos de los musulmanes.
Los cruzados, hasta ese momento, habían tenido mucho éxito y habían logrado conquistar la ciudad de Antioquía tras el exitoso  asedio de junio de 1098. Los cruzados, por diversas razones, permanecieron en esa zona durante el resto del año. El legado papal Ademar de Le Puy había muerto y Bohemundo de Tarento había reclamado el control de Antioquía para sí mismo. Balduino de Bolonia seguía en la ciudad de Edesa que había sido capturada a comienzos de ese año. Existía cierto desacuerdo entre los príncipes sobre cuál debería ser el siguiente paso a seguir por lo que Raimundo de Tolosa, frustrado, dejó Antioquía para capturar la fortaleza de Ma'arrat al-Numan. A finales de año, los caballeros menores y la infantería estaban ya amenazando a sus líderes con marchar hacia Jerusalén por su cuenta.

## El sitio de Arqa
A finales de diciembre o comienzos de enero, Roberto II de Normandía y Tancredo de Galilea aceptaron convertirse en vasallos de Raimundo cuya riqueza era suficiente como para compensarles a cambio de sus servicios. Godofredo de Bouillón, en cambio, como disfrutaba de los beneficios que obtenía su hermano Balduino del territorio de Edesa, rechazó hacer lo mismo.
El 5 de enero, Raimundo desmanteló las murallas de Ma'arrat y el 13 de enero comenzó a marchar hacia el sur, descalzo y vestido como un peregrino, seguido por Roberto y por Tancredo. Siguieron la orilla de la costa del mar Mediterráneo y encontraron poca resistencia puesto que los gobernantes musulmanes locales preferían firmar la paz y entregar provisiones en lugar de luchar. Además, es posible que los habitantes locales suníes llegasen a preferir el control de los cruzados al de los fatimíes, de rito chií.
Raimundo planeaba tomar Trípoli y gobernarla él mismo, estableciendo un estado cruzado equivalente al que Bohemundo había establecido en Antioquía. En primer lugar, sin embargo, asedió la cercana ciudad de Arqa. Mientras tanto Godofredo, junto con Roberto II de Flandes (que también se había negado a convertirse en vasallo de Raimundo), se reunió con los cruzados que quedaban en Latakia y marchó hacia el sur en febrero. Bohemundo partió también con ellos pero regresó rápidamente a Antioquía. Tancredo también abandonó el servicio a Raimundo y se unió con Godofredo por culpa de alguna disputa de contenido desconocido. Otra fuerza separada, aunque vinculada a Godofredo, estaba dirigida por Gastón IV de Bearn.
Godofredo, Roberto, Tancredo y Gastón llegaron a Arqa en marzo pero el asedio continuó. La situación era tensa, no solo entre los líderes militares, sino también entre el clero. Tras la muerte de Ademar, no existía un líder espiritual claro en la Cruzada y desde el descubrimiento en Antioquía de la Lanza Sagrada por Pedro Bartolomé había habido acusaciones de fraude entre las distintas facciones religiosas. Finalmente, en abril, Arnulfo de Chocques retó a Pedro Bartolomé a someterse a la ordalía del fuego. Pedro aceptó y se sometió a la ordalía, pero finalmente murió de sus propias heridas.
El asedio de Arqa duró hasta el 13 de mayo, fecha en la que los cruzados dejaron el sitio sin haber llegado a capturar la ciudad.

## El asedio de Jerusalén

### Llegada a la Ciudad Santa
Los fatimíes intentaron llegar a un acuerdo de paz con la condición de que los cruzados no continuasen hacia Jerusalén, pero fueron ignorados. Iftikhar ad-Daula, el gobernador fatimí de Jerusalén, aparentemente no entendía el motivo que había llevado a los cruzados hasta ahí. El día 13 llegaron a Trípoli y su gobernante les dio dinero y caballos. Según la crónica anónima Gesta Francorum, también juró convertirse al cristianismo si los cruzados tenían éxito en la captura de Jerusalén de manos de sus enemigos fatimíes. 
Desde ahí, los cruzados siguieron en dirección sur, a lo largo de la costa, y pasaron por Beirut el 19 de mayo y por Tiro el 23 de mayo girando entonces tierra adentro hacia Jaffa para llegar a Ramla el 3 de junio. Esta última ciudad ya había sido abandonada por sus habitantes cuando llegaron los cruzados. Estos se detuvieron para establecer ahí la iglesia de San Jorge (un santo muy popular para los cruzados) para luego dirigirse a Jerusalén. El 6 de junio Godofredo envió a Tancredo y a Gastón para capturar la ciudad de Belén, lugar en el que Tancredo hizo ondear su estandarte desde la  Iglesia de la Natividad. El 7 de junio los cruzados llegaron a Jerusalén, momento en el que muchos de los cruzados llegaron incluso a echarse a llorar al contemplar el objetivo tanto tiempo anhelado.
Al igual que ocurrió con Antioquía, los cruzados sitiaron la ciudad. Posiblemente el asedio fue más duro para los propios cruzados que para los ciudadanos de Jerusalén puesto que los primeros tenían una mayor escasez de agua y comida al no haber lugares en los que aprovisionarse cercanos a la ciudad. Jerusalén, sin embargo, estaba bien preparada para aguantar el asedio y el gobernador fatimí había expulsado previamente a la mayoría de los cristianos.
Del total estimado de 7000 caballeros que habían tomado parte en la Primera Cruzada, solo quedaban unos 1500, junto con otros 12 000 soldados de a pie en buen estado físico (de un total que puede haber sido de unos 20 000). Godofredo, Roberto de Flandes y Roberto de Normandía (que también había dejado a Raimundo para unirse a Godofredo) asediaron el norte de la ciudad hasta la altura de la Torre de David, mientras que Raimundo establecía su campamento en el muro oeste, desde la Torre de David hasta el Monte Sion.
Un primer asalto directo sobre las murallas el 13 de junio resultó un fracaso. Por otro lado, sin agua ni comida, tanto los hombres como los animales morían de sed y de inanición por lo que los cruzados eran conscientes de que el tiempo no corría de su parte. Sin embargo, poco después del primer asalto llegaron un cierto número de naves cristianas al puerto de Jaffa y los cruzados pudieron volver a aprovisionarse durante un tiempo. También comenzaron a acumular madera traída desde Samaria para poder construir maquinaria de asedio. Sin embargo, seguían con carencias de agua y de comida y para finales de junio comenzaron a llegar noticias de que un ejército fatimí estaba marchando desde el norte de Egipto.

### La procesión descalza
Enfrentados a lo que parecía una tarea imposible, la moral del ejército subió cuando un cura llamado Pedro Desiderio aseguró haber tenido una visión divina en la que el fantasma de Ademar le comunicó que debían ayunar durante tres días y luego marchar descalzos en procesión alrededor de las murallas de la ciudad. Después de esto, la ciudad caería en un plazo de nueve días, siguiendo el ejemplo bíblico de Josué en la conquista de Jericó. A pesar de que ya estaban hambrientos, hicieron el ayuno y marcharon en procesión el día 8 de julio con el clero haciendo sonar las trompetas y cantando salmos mientras que los defensores de la ciudad se reían de ellos. La procesión terminó en el Monte de los Olivos dónde Pedro el Ermitaño, Arnulfo de Chocques y Raimundo de Aguilers pronunciaron varios sermones.

### El asalto final y la masacre
A lo largo del asedio, los cruzados llevaron a cabo diversos ataques contra las murallas de la ciudad pero todos fueron repelidos. Las tropas genovesas dirigidas por Guillermo Embriaco habían desmantelado las naves en las que habían llegado a Tierra Santa y, utilizando la madera procedente de esas naves, construyeron algunas torres de asedio. Estas torres fueron enviadas hacia las murallas de la ciudad la noche del 14 de julio entre la sorpresa y la preocupación de la guarnición defensora. A la mañana del día 15, la torre de Godofredo llegó a su sección, en las murallas cercana a la esquina noreste de la ciudad y, según el Gesta, dos caballeros procedentes de Tournai llamados Letaldo y Engelberto fueron los primeros en acceder a la ciudad, seguidos por Godofredo, su hermano Eustaquio, Tancredo y sus hombres. La torre de Raimundo quedó frenada por una zanja pero, dado que los cruzados ya habían entrado por la otra vía, los guardias se rindieron a Raimundo.
Una vez que los cruzados consiguieron entrar en la ciudad comenzaron a realizar una masacre en la cual murieron casi todos los habitantes de Jerusalén. La masacre se prolongó durante la tarde, la noche y la mañana del día siguiente. Fueron masacrados musulmanes, judíos, e incluso algunos cristianos en un arranque de violencia indiscriminada. Muchos musulmanes buscaron refugio en la mezquita de Al-Aqsa en donde, según un famoso relato de Gesta Francorum, «...la carnicería fue tan grande que nuestros hombres andaban con la sangre a la altura de sus tobillos...». Según Raimundo de Aguilers, uno de los hombres que participó en aquella masacre, canónigo de Puy, dejó una descripción para la posteridad que habla por sí sola: 

Maravillosos espectáculos alegraban nuestra vista. Algunos de nosotros, los más piadosos, cortaron las cabezas de los musulmanes; otros los hicieron blancos de sus flechas; otros fueron más lejos y los arrastraron a las hogueras. En las calles y plazas de Jerusalén no se veían más que montones de cabezas, manos y pies. Se derramó tanta sangre en la mezquita edificada sobre el templo de Salomón que los cadáveres flotaban en ella y en muchos lugares la sangre nos llegaba hasta la rodilla. Cuando no hubo más musulmanes que matar los jefes del ejército se dirigieron en procesión a la Iglesia del Santo Sepulcro para la ceremonia de acción de gracias.

La crónica de Ibn al-Qalanisi establece que los defensores judíos buscaron refugio en su sinagoga, pero que los "francos" (los cruzados) le prendieron fuego con ellos dentro, matando a todo el mundo en su interior. También dice que los cruzados rodearon el edificio en llamas mientras cantaban Cristo, «¡Te Adoramos!».
Tancredo, por su parte, reclamó el control del Templo de Jerusalén y ofreció protección a algunos de los musulmanes que se habían refugiado ahí. Sin embargo, fue incapaz de evitar su muerte a manos de sus compañeros cruzados. El gobernador fatimí Iftikhar ad-Daula se retiró hasta la Torre de David y acabó rindiéndose a Raimundo a cambio de un salvoconducto para él y su guardia hasta Ascalón.
Por otra parte, la Gesta Francorum establece que algunas personas lograron escapar a la toma de Jerusalén vivas. Su autor escribió: «Cuando los paganos habían sido vencidos, nuestros hombres capturaron a muchos, tanto mujeres como hombres, y o bien les daban muerte o les mantenían cautivos». Más tarde se dice: 

«Nuestros líderes también ordenaron que todos los sarracenos muertos fuesen enviados fuera de la ciudad debido al hedor, puesto que toda la ciudad estaba llena de cuerpos; por ello los sarracenos vivos arrastraron a los muertos hasta las salidas de las murallas y los colocaron en piras, como si fuesen casas. Nunca nadie pudo ver u oír de una masacre como esa de paganos, puesto que las piras funerarias se alzaban como pirámides, y nadie sabe su número salvo el mismo Dios».

El historiador Thomas F. Madden considera que la masacre producida tras la toma de la ciudad fue exagerada por cronistas musulmanes posteriores para avivar el espíritu de la jihad contra los cruzados. Señala que no todos los musulmanes murieron, algunos lograron escapar en el caos del asalto final por las murallas este y oeste que habían sido desguarnecidas por los cruzados y llegar a Damasco. Reconoce la masacre producida en la sinagoga de la ciudad pero menciona que según documentos de la comunidad judía de El Cairo algunos fueron perdonados para exigir un rescate. En cuanto a los musulmanes que se refugiaron en la mezquita de Al-Aqsa Tancredo accedió a ofrecerles su protección a cambio de un rescate pero otro grupo de cruzados los masacró.
Debe mencionarse que esta clase de masacres eran comunes en aquella época si una ciudad o castillo caía tras un asedio, sobre todo cuanto más se resistieran los sitiados.

## Eventos posteriores
Tras la masacre, los cruzados ofrecieron a Raimundo de Tolosa el título de rey de Jerusalén pero lo rechazó. Después se le ofreció a Godofredo de Buillón que aceptó gobernar la ciudad pero rechazó ser coronado como rey diciendo que no llevaría una "corona de oro" en el lugar en el que Cristo había portado «una corona de espinas». En su lugar, el 22 de julio, tomó el título de Advocatus Sancti Sepulchri ("Protector del Santo Sepulcro") o, simplemente, el de "Príncipe". Godofredo convenció a Raimundo para que entregase también el control de la Torre de David.
Raimundo partió en peregrinaje y, en su ausencia, el 1 de agosto, Arnulfo de Chocques fue elegido primer Patriarca Latino de Jerusalén. El 5 de agosto Arnulfo, tras consultar con los supervivientes de la ciudad, descubrió las reliquias de la Vera Cruz.
En la última acción de la cruzada, Godofredo encabezó un ejército portando la Vera Cruz en vanguardia contra un ejército fatimí invasor al que venció en la batalla de Ascalón. Tras la victoria, la mayoría de los cruzados consideraron que habían cumplido con sus votos y volvieron casi todos a casa. Otros caballeros, sin embargo, se quedaron a defender las tierras recién conquistadas. Entre ellos, Raimundo de Tolosa, disgustado por no ser el rey de Jerusalén, se independizó y se dirigió a Trípoli (en el actual Líbano), donde fundó el condado del mismo nombre.
Godofredo murió en julio de 1100 y le sucedió su hermano, entonces Balduino de Edesa, que sí aceptó el título de rey de Jerusalén y fue coronado bajo el nombre de Balduino I de Jerusalén.
Con esta conquista finalizó la Primera Cruzada, la única exitosa. El sitio de Jerusalén de 1099 pronto se convirtió en una batalla legendaria para la cristiandad.